# Sigiliul statului Virginia, SUA
Sigiliul Virginiei este simbolul oficial al statului.   În mai 1776, colonia britanică Virginia s-a declarat independentă de Anglia. 
În prima zi a lunii iulie 1776, un comitet de patru a fost nominalizat pentru a crea un sigiliu corespunzător pentru "the Commonwealth of Virginia", denumirea oficială a statului Virginia.  Cei patru erau Richard Henry Lee, George Mason, George Wythe și Robert Carter Nicholas.  Patru zile mai târziu, raportul de creare al sigiliului a fost prezentat guvernului Virginiei de către George Mason.  A fost votat și aprobat în aceeași zi.  Deși nu se știe cu exactitate care este contribuția fiecăruia din cei patru la realizarea designului sigiliului, totuși se crede că ar aparține în principal lui George Wythe. 
Realizatorii sigiliului nu doreau să creeze un design ce amintea de vreunul folosit în Anglia.  Datorită admirației pe care conducătorii statului o nutreau față de Republica Romană, designul sigiliului a fost influențat de mitologia romană, având chiar și aversul, respectiv reversul distincte. 
Pentru aversul sigiliului, zeița Virtus a fost aleasă să reprezinte virtuțiile noului stat, al cărui nume este de fapt Commenwealth.  Deși numele zeiței este Virtute, natura sa adevărată poate fi indicată cu nume precum ar fi Autoritate sau Curaj.  Virtus a statului Virginia este un personaj de pace, poziția în care se află indicând o bătălie deja desfășurată și câștigată.  Zeița se odihnește sprijinindu-se în lancea pe care o ține cu vârful îndreptat în jos.  Cealaltă armă, o sabie scurtă, este în teacă, indicând că este o sabie a autorității și nu una a bătăliei. 
Individul de la picioarele zeiței Virtus este personificarea Tiraniei și simbolizează înfrângerea Marii Britanii de către Virginia. Coroana regală căzută la pământ semnifică eliberarea statului de sub controlul monarhiei Marii Britanii iar lanțul rupt din mâna Tiraniei este un simbol al eliberării de sub restricțiile impuse comerțului colonial, dar și al expansiunii Virginiei spre vestul teritoriului american.
Motto-ul ales pentru aversul sigiliului este "Sic semper tyrannis", cuvinte atribuite lui Brutus în timpul participării sale la asasinarea lui Julius Caesar. (Caesar fusese declarat dictatorul Romei și unii Senatori susțineau că acesta intenționa să lichideze democrația și Republica Romană cu scopul de a se autoproclama rege). 
Pe reversul medaliei sunt reprezentate trei zeități romane. În centru se află Libertas, zeița libertăților individuale, flancată la stânga de zeița agriculturii, Ceres și, la dreapta, de zeița eternității, Aeternitas.
Motto-ul care stă deasupra celor trei este ”Perseverando”, drept avertizare pentru generațiile viitoare că doar prin perseverență pot fi păstrate binecuvântările aduse de libertate. 